# Conrad W. Hall
Conrad Winchester Hall (né le 13 novembre 1958 à Los Angeles) est un directeur de la photographie américain. Il est le fils du directeur de la photographie oscarisé Conrad L. Hall et le petit-fils de l'écrivain James Norman Hall.